# Pittsfield (Illinois)
Pittsfield – miasto w Stanach Zjednoczonych, w stanie Illinois, siedziba administracyjna hrabstwa Pike.